# 21651 Mission Valley
21651 Mission è un asteroide della fascia principale esterna. Scoperto nel 1999, presenta un'orbita caratterizzata da un semiasse maggiore pari a 2,845287 UA e da un'eccentricità di 0,025297, inclinata di 13,808217° rispetto all'eclittica.
Fa parte della famiglia di asteroidi San Marcello.
La Mission Valley High School ha messo a disposizione il terreno in cui si trova l'Osservatorio Farpoint, dove è avvenuta la coperta dell'asteroide.